# مسجد ياروسلافل
مسجد ياروسلافل هو مسجد في مدينة ياروسلافل الروسية، يقع في شارع النصر.
وهو مسجد تقام فيه الصلوات المكتوبة وصلاة الجمعة وصلاة التراويح.

## بناء المسجد
بني المسجد بناءً على مبادرة وعلى حساب مجتمع التتار في ياروسلافل. تم الحصول على إذن البناء في أبريل 1907. في ربيع عام 1910، افتتحت قاعة لصلاة الجماعة للمسلمين. يعتبر هذا العام عام ميلاد مسجد ياروسلافل. في عام 1931، تم تكييف المسجد لاحتياجات المدينة، حيث أنشأت فيه مدرسة للأطفال ضعاف السمع. في عام 1992، أعيد المسجد إلى الجالية المسلمة.
في سبتمبر/أيلول 2006، حاول مهاجمان إشعال النار في المسجد، وتم اعتقالهما وتقديم اعتذار عام.
في الفترة 2008-2009 بتمويل من مؤسسة أحمد قديروف (تم إنفاق حوالي 39 مليون روبل) لإعادة ترميم المبنى، تم تعزيز الأساس، وتم إعادة بناء الجدران وازدادت مساحة المسجد مرة ونصف تقريبًا، وأنشأت مكتبة وغرفة اجتماعات. تم تخصيص مساحة إضافية للمسجد، والتي بني عليها العديد من المباني، بما في ذلك «المعرض العربي» والمدارس الإسلامية.